# Julio Wais San Martín
Julio Wais San Martín (La Coruña, 29 de agosto de 1878-Madrid, 16 de abril de 1954) fue un abogado y político español. Fue ministro de Gracia y Justicia durante el reinado de Alfonso XIII y ministro de Economía Nacional y ministro de Hacienda durante la dictadura del general Dámaso Berenguer .

## Trayectoria
Estudió Derecho en Santiago de Compostela y obtuvo el doctorado en Madrid. Comenzó a ejercer la abogacía en su ciudad natal para trasladarse posteriormente a Madrid.
Miembro del Partido Conservador inició su carrera política como diputado en el Congreso al ser elegido en las elecciones de 1910 por la circunscripción de La Coruña, escaño que volvería a obtener en las sucesivas elecciones celebradas hasta 1923.
Fue ministro de Gracia y Justicia entre el 7 de julio y el 14 de agosto de 1921 en un gobierno presidido por Allendesalazar y, ya durante el gobierno del general Dámaso Berenguer, ministro de Economía Nacional entre el 3 de febrero y el 20 de agosto de 1930 fecha en la que pasaría a desempeñar la cartera de Hacienda hasta el 18 de febrero de 1931.
| Predecesor: Vicente de Piniés Pío | Ministro de Gracia y Justicia 1921 | Sucesor: José Francos Rodríguez   |
| Predecesor: Manuel de Argüelles   | Ministro de Economía Nacional 1930 | Sucesor: Luis Rodríguez de Viguri |
| Predecesor: Manuel de Argüelles   | Ministro de Hacienda 1930-1931     | Sucesor: Juan Ventosa Calvell     |